# Mi1 de l'Escorpió
Mi¹ de l'Escorpió (μ¹ Scorpii) és un estel de magnitud aparent +2,98 situat a la constel·lació de l'Escorpió. Comparteix la denominació de Bayer «Mi» amb Mi² Scorpii però mentre que aquesta última està a 515 anys llum de distància, Mi¹ de l'Escorpió s'hi troba a 820 anys llum del sistema solar.
Mi¹ de l'Escorpió és una estrella binària espectroscòpica la duplicitat de la qual és coneguda des de 1896. Ambdues components s'hi mouen al llarg d'una òrbita amb un període de 1,440269 dies. Les dues són estrelles de la seqüència principal, de tipus espectral B1.5V i B6V, sent les temperatures superficials respectives de 26.500 i 15.000 K. La més calenta és 28.000 vegades més lluminosa que el Sol i 13 vegades més massiva que aquest. La seva companya, 16.000 vegades més lluminosa que el Sol, té una massa de 8 masses solars.
La separació entre els dos estels del sistema és únicament de 0,069 ua, equivalent a 14,89 radis solars. Constitueix una binària eclipsant amb una variació de lluentor de 0,3 magnituds. L'atracció gravitatòria entre elles fa que la seva forma no siga esfèrica sinó de «gota». Així mateix, es produeix transferència de massa des de la component menys massiva a la més massiva. De fet, quan es va formar el sistema, l'estel actualment menys massiu tenia una massa d'al voltant de 14 masses solars, mentre que la massa de la seva companya era de 9-10 masses solars.